# Red Lake Falls
Red Lake Falls is een plaats (city) in de Amerikaanse staat Minnesota, en valt bestuurlijk gezien onder Red Lake County.

## Demografie
Bij de volkstelling in 2000 werd het aantal inwoners vastgesteld op 1590.
In 2006 is het aantal inwoners door het United States Census Bureau geschat op 1529, een daling van 61 (-3,8%).

## Geografie
Volgens het United States Census Bureau beslaat de plaats een oppervlakte van
5,5 km², geheel bestaande uit land. Red Lake Falls ligt op ongeveer 316 m boven zeeniveau.

## Plaatsen in de nabije omgeving
De onderstaande figuur toont nabijgelegen plaatsen in een straal van 28 km rond Red Lake Falls.